# (315530) 2008 AP129
2008 أي بي 129 (ويعرف أيضًا باسم (315530) 2008 أي بي 129 وفق تسمية الكوكب الصغير) (بالإنجليزية: 2008 AP129) هو كويكب ضمن حزام الكويكبات؛ وترتيبه 315530 من حيث الاكتشاف.
اكتُشف هذا الجُرم الفلكي بواسطة ميغان شوامب في 11 يناير 2008.

## وصلات خارجية
- (315530) 2008 AP129 في قاعدة بيانات مختبر الدفع النفاث لأجرام النظام الشمسي الصغيرة

- الاكتشاف · مخطط المدار ·  العناصر المدارية · المعلمات المادية

- (315530) 2008 AP129 على موقع ويكي سكاي: DSS2, SDSS, GALEX, IRAS, Hydrogen α, X-Ray, Astrophoto, Sky Map, Articles and images